# MS Legend of the Seas
Legend of the Seas је крузер који припада класи "Vision" којом управља "Royal Caribbean International". Дугачак је 264 метра и широк 32 метра. 